# Lịch sử Brunei

## Thời kỳ đầu
Không có nhiều nghiên cứu về thời tiền sử của Brunei, một số thư tịch cổ Trung Hoa có ghi chép từ thế kỷ 6 đã có sự giao thương qua lại giữa bờ đông bắc của đảo Kalimantan và Trung Hoa, và trong thiên niên kỷ thứ 1, Brunei đã chịu ảnh hưởng của Ấn giáo và Phật giáo từ Ấn Độ. Các tư liệu Trung Hoa cổ có nói đến một vương quốc tên là Puni, ở bờ tây bắc của đảo Kalimantan, từng cống nạp cho các hoàng đế Trung Hoa từ thế kỷ 6 đến thế kỷ 9. Vào thế kỷ 15, Brunei có được độc lập nhiều hơn từ các láng giềng khổng lồ của mình. Khi tướng nhà Minh là Cheng Ho (Trịnh Hòa) đến Brunei vào đầu thế kỷ 15, trong chuyến thám sát vùng Đông Nam Á, ông đã phát hiện một cảng thương mại quan trọng có thương buôn người Hoa làm ăn phát đạt với chính quốc

## Trở thành một nhà nước Hồi giáo
Brunei là một nước nhỏ trong mạng lưới thương mại ở Đông Á, song nó được các nước chủ chốt biết đến rất nhiều. Giữa thế kỷ 15, vua Brunei đã xin theo đạo Hồi khi cưới con gái của vua vùng Malaka. Người Bồ Đào Nha chinh phục Malaka năm 1511 và không cho giao thiệp buôn bán với các thương nhân Hồi giáo
Một làn sóng thương nhân Hồi giáo giàu có định cư ở các nơi khác nhau của quần đảo Indonesia đã diễn ra và họ mang đến không chỉ nghề kinh doanh mà còn cả tín ngưỡng của họ nữa. Quá trình hồi giáo hoá vùng này đã là một lực đẩy mạnh mẽ. Brunei trở nên thịnh vượng từ cuộc chinh phục Melaka của người Bồ Đào Nha bởi đông đảo các thương nhân Hồi giáo đã bị thu hút về cảng Brunei. Khi Magellan đến Brunei năm 1521, ở đó đã là một thành phố thịnh vượng, có cộng đồng thương mại phát triển gắn với mạng lưới buôn bán Trung Hoa – Đông Nam Á. Suốt thể kỷ 16, Brunei có quan hệ thương mại và chính trị với các nhà nước Mã Lai khác, bao gồm quần đảo Indonesia, bán đảo Mã Lai, và miền nam Philippin

## Giai đoạn phát triển và gây ảnh hưởng
Vào thế kỷ 16-17, Brunei trở thành một vương quốc đáng kể trong khu vực, khi ảnh hưởng của nó lan rộng đến miền nam Philippin và lãnh thổ của nó mở rộng đến hầu hết các cùng đất ở phía bắc của đảo Kalimantan, bao gồm luôn cả phần ngày nay là các bang Sarawak và Sabah của Malaysia. Là vương quốc hồi giáo đầu tiên trong khu vực, Brunei là căn cứ để hồi giáo hóa phía nam Phillippin cùng các vùng xung quanh, thường xuyên xung đột với Tây Ban Nha lúc đó đang chiếm đóng Philiippin theo Thiên Chúa giáo, sau khi Tây Ban Nha chiếm được Luzon là một đảo tại miền trung Phillippin. Năm 1578, người Tây Ban Nha tấn công Brunei và nhanh chóng chiếm được thủ đô, tuy nhiên họ không chiếm giữ được lâu vì lực lượng của họ bị bệnh tật giết hại lần mòn. Sau đó, Tây Ban Nha lại cố chinh phục vương quốc hồi giáo Sulu ở miền nam Phillippin và đã thành công vào thế kỷ 19
Brunei đã tận dụng được cuộc chinh phục Melaka của người Bồ Đào Nha, không những đưa Brunei trở thành một hải cảng quan trọng cho giới thương nhân Hồi giáo mà còn có thể đàm phán với người Bồ Đào Nha để hợp tác buôn bán ở vùng Đông Nam Á với Trung Hoa. Năm 1526, Bồ Đào Nha đặt một trạm buôn bán tại Brunei để thu mua các sản phẩm có giá trị của đảo Kalimantan và các đảo kế cận, Brunei trở thành một cảng dừng chân trên tuyến hàng hải từ Melaka tới Macau
Sức mạnh kinh tế và chính trị của Brunei đạt đến đỉnh cao vào giữa thế kỷ 17, Brunei đã tìm cách tránh đối mặt với Tây Ban Nha khi đạt được một hiệp định đôi bên cùng có lợi với Bồ Đào Nha. Kể từ giữa thế kỷ 17, Brunei càng lúc càng bị thách thức bởi vương quốc Solu ở các đảo phía đông bắc Kalimantan. Dưới sự cai trị của Brunei, vương quốc Solu đã dần dàn giành được độc lập hoàn toàn, thậm chí lấy lại từ Brunei các vùng đất ngày nay là bang Sabah của Malaysia

## Thời kỳ suy yếu
Vào đầu thế kỷ 18, sức mạnh kinh tế và chính trị của các vị vua Mã Lai ở Kalimantan và vùng nam Phillippin ngày càng suy yếu. Quyền cai trị một thời rất hùng mạnh của các vua Brunei và Sulu nay chỉ còn lại quanh các thủ đô của họ. Sự suy yếu này là do sự phát triển các trung tâm buôn bán của người châu Âu ở Đông Nam Á. Họ chào mời các doanh nhân địa phương hàng tốt với giá rẻ hơn và không bị đánh thuế như ở các cảng của người Mã Lai. Sự phát triển mậu dịch địa phương với các trung tâm thương mại của người châu Âu, đặc biệt ở Singapore, Jakarta, Manila cùng với sự suy sụp của các trung tâm thương mại cổ xưa của Brunei và Sulu, đã làm giảm mạnh nguồn thu nhập của các vị vua Hồi giáo, kết quả là họ suy yếu về chính trị
Cùng với sự suy yếu về kinh tế, vương quốc Brunei còn bị suy kiệt vì việc tranh giành quyền lực bên trong hoàng tộc. Vua Omar Ali Saifuddin lên ngôi năm 1832 là một nhà cai trị kém cỏi, trong suốt thời gian ông trị vì, đã xảy ra cuộc tranh giành quyền lực giữa hai phe đo các tộc trưởng đứng đầu. Sự suy yếu quyền lực của vương quốc đã làm tăng sự độc lập của các địa phương và gia tăng sức mạnh của các tộc trưởng dưới quyền của các vị vua trước. Vào cuối những năm 1830, Sarawak, tỉnh xa nhất về phía tây, do được độc lập hơn với Brunei, đã công khai nổi dậy chống lại quan cai trị địa phương lộng quyền áp bức. Năm 1837, vương quốc cố đàn áp cuộc nổi dậy nhưng không thành

## Sự can thiệp của người Anh
Vào nửa đầu thế kỷ 19, mối quan tâm của chính phủ Anh và Công ty Đông Ấn của Anh ở vùng Đông Nam Á chỉ giới hạn vào việc bảo vệ các tuyến đường giao thương với Trung Hoa, tuy nhiên hiệp ước Anh – Hà Lan năm 1824 đã không được Hà Lan thi hành dẫn tới làn sóng phản đối của các thương nhân ở Singapore và Anh. Họ cho rằng Anh cần trực tiếp thách thức vị trí của Hà Lan ở quần đảo Indonesia bằng cách mở một trung tâm mậu dịch ở phía đông Singapore, cuối những năm 1830 họ chú ý đến khu vực phía tây bắc của đảo Borneo, phần duy nhất của quần đảo không được coi là nằm dưới ảnh hưởng của Hà Lan
Trong tình hình vương quốc Brunei đang suy sụp, lại phải đối phó với các cuộc nổi loạn ở Sarawak và lợi ích thương mại ngày càng gia tăng của cộng đồng người Anh ở Singapore đối với bờ tây bắc của Kalimantan, thì một người Anh nổi bật là James Brooke xuất hiện vào tháng 8/1839, với thu nhập từ tài sản của người cha giàu có, ông ta mua được chiếc tàu và du hành trước tiên đến Singapore và sau đó qua bờ tây bắc Kalimantan, vào tháng 8/1839 sự xuất hiện đúng lúc của ông ở đầu sông Sarawak với một chiếc tàu có vũ trang đã chấm dứt cuộc nổi dậy của viên tù trưởng địa phương. Đổi lại, ông nhận được chức vụ toàn quyền Sarawak
Trong vòng 30 năm, Brooke đã xác lập một lãnh địa ở Sarawak và mở mang lãnh thổ với phí tổn do vua Brunei chịu, ông ta khéo léo thuyết phục các tư lệnh hải quân Anh ở Hồng Kông và Singapore để hỗ trợ ép tiểu vương Brunei đi từ nhượng bộ này đến nhượng bộ khác. Tuy vậy các nỗ lực của ông ta nhằm thuyết phục chính phủ Anh để cho Sarawak thành một nước bảo hộ của Anh đã không được chấp nhận. vua da trắng Brooke là một trong những trường hợp kỳ cục nhất trong lịch sử xâm chiếm thuộc địa của người Anh

## Suy yếu và bị thu hẹp lãnh thổ
Tiểu vương Brunei suy yếu đã nhượng bổ thêm lãnh thổ vào năm 1877, lần này là trước một công ty tư nhân là American Trading Company do một người Anh và một người Áo làm chủ. Người Áo này cuối cùng đã bán công ty cho người Anh vào năm 1881, để giữ cho người Pháp và người Đức ở ngoài vùng quan trọng có tầm chiến lược, nước Anh đã ban tặng đặc quyền hoàng gia cho việc thành lập công ty Bristish North Borneo. Năm 1882, lãnh thổ Brunei càng bị Sarawak thâu tóm và vương quốc Brunei chỉ còn lại hai vùng bé nhỏ là thành phố Brunei và một mảnh đất nhỏ bên trong Sarawak.
Năm 1888, để bảo vệ những vùng đất còn lại một thời là của vương quốc Brunei hùng mạnh và để đảm bảo các cường quốc châu Âu khác không xâm chiếm được, người Anh đã tuyên bố bảo hộ các vùng Sarawak, Brunei và bắc Borneo. Vào năm 1906, người Anh đã bổ nhiệm một viên toàn quyền ở Brunei để giám sát, thay đổi cơ cấu chính quyền và đảm bảo sự tồn tại của Brunei với vùng Sarawak kế cận, vốn luôn chờ thời cơ để thôn tính Brunei
Lãnh thổ Brunei bị thu hẹp chỉ là cái bóng của bản thân nó trước kia, nhưng dầu hỏa và khí đốt đã được tìm thấy ở dưới lòng đất và lãnh hải của nó vào năm 1920. Lịch sử Brunei từ đó đã xoay chuyển theo tài sản khổng lồ do dầu hoả và khí đốt tạo ra, quốc vương và hoàng tộc Brunei trở nên giàu có rất nhanh
Các toàn quyền Anh ở Brunei:
1. Malcolm Stewart Hannibal McArthur (1872 - 1934): 2/1/1906 - tháng 5 năm 1907
2. Harvey Chevallier (lần 1): Tháng 5 năm 1907 - Tháng 12 năm 1907
3. Malcolm Stewart Hannibal McArthur: Tháng 12 năm 1907 - tháng 4 năm 1908
4. John Fortescue Owen (1869 - ?): Tháng 4 năm 1908 - 1909
5. Harvey Chevallier (lần 2): Tháng 11 năm 1909 - tháng 11 năm 1913
6. Francis William Douglas (1874 - 1953): Tháng 11 năm 1913 - Tháng 1 năm 1915
7. Ernest Barton Maundrell (1880 - 1916): Tháng 2 năm 1915 - 18/5/1916
8. Geoffrey Edmund Cator (1884 - 1973): 1916 - 1921
9. Lucien Arthur Allen (1888 - ?): Tháng 3 năm 1921 - 1923
10. Eric Ernest Falk Pretty (1891 - 1967)(lần 1): 1923 - 1926
11. Oswald Eric Venables (1891 - 1960): 1926 - 1927
12. Eric Ernest Falk Pretty (lần 2): 1927 - 1928
13. Patrick Alexander Bruce McKerron (1896 - 1964): 1928 - 1931
14. Thomas Falkland Carey (1903 - 1966): 1931 - 1934
15. Roland Evelyn Turnbull (1905 - 1960): 1934 - 1937
16. John Graham Black (1896 - 1988): 1937 - 1940
17. Ernest Edgar Pengilly (1897 - ?): 1940 - 1941
18. Masao Baba (chỉ huy Nhật Bản): 6/1/1942 - 14/6/1945
19. Keh Keay - Anh chỉ huy: Tháng 6 năm 1945 - 6 tháng 7 năm 1946
20. William John Peel (1912 - 2004): 1946 - 1948
21. Eric Ernest Falk Pretty (lần 3): 1948 - 1951
22. John Coleraine Hanbury Barcroft (1908 - 1958): 1951 - 1954
23. John Orman Gilbert (1907 - 1995): 1954 - 1958
24. Dennis Charles White (b. 1910 - d. 1983): 1958 - 29/9/1959

Cao ủy:
1. Dennis Charles White: 29/9/1959 - 1963
2. Angus MacKay Mackintosh (1915 - 1986): 1963
3. Edgar Ord Laird (1915 - 1992): 1963 - 1965
4. Fernley Douglas Webber (1918 - 1991): 1965 - 1967
5. Arthur Robin Adair (1913 - 1981): 1/5/1968 - 1972
6. Peter Gautrey (sinh 1918): 12/1/1972 - 1975
7. James Alfred Davidson (1922 - 2004): 8/1/1975 - 1978
8. Arthur Christopher Watson (b. 1927 - d. 2001): 6/11/1978 - 1983
9. Francis Cornish (sinh 1942): 5/8/1983 - 31/12/1983

## Giai đoạn từ sau thế chiến 2
Sau chiến tranh thế giới 2 và sự thua trận của Nhật Bản, Brunei vẫn tiếp tục là nước được Anh bảo hộ. Quốc vương Brunei trị vì đất nước theo sự chỉ dẫn của toàn quyền Anh và dưới sự bảo vệ của đội quân Gurkha. Khi nước Anh mất dần thuộc địa ở Châu Á và Châu Phi, kiểu thuộc địa như ở Brunei bị coi là lỗi thời và vào năm 1959 Brunei được tự trị. Một hiến pháp được soạn thảo cho phép bầu cử hội đồng lập pháp, năm 1962, cuộc bầu cử lần đầu tiên đã được tổ chức. Đảng Rakyat Brunei đã thắng cử, đảng này phản đối chế độ quân chủ và đòi quyền dân chủ toàn diện, đồng thời cũng cổ xuý cho việc Brunei tham gia cùng các bang láng giềng của Sabah và Sarawak trong liên bang Malaysia. Đảng Rakyat bị quốc vương và giới quý tộc Brunei cực lực phản đối và các yêu sách của họ đã bị bác bỏ, Brunei vẫn là quốc gia theo chế độ quân chủ
Thất bại trong các yêu sách, đảng Rakyat tổ chức nổi dậy và đã bị đội quân Gurkha đóng tại Brunei nhanh chóng đập tan, quốc vương Brunei tuyên bố tình trạng khẩn cấp, đình chỉ hiến pháp, tuyên bố cuộc bầu cử không có hiệu lực và cấm đảng Rakyat hoạt động. Và đấy là cuộc bầu cử duy nhất ở Brunei. Vào năm 1962-1963, Brunei bị lôi kéo vào việc tham gia liên bang Malaysia, do các cuộc bất đồng về phân phối thu nhập từ dầu mỏ, khí đốt cũng như địa vị hoàng tộc khác của Brunei với các công quốc khác của Malaysia lúc đó dẫn tới Brunei vẫn quyết định là vương quốc bảo hộ thuộc Anh
Các dàn xếp liên quan đến chế độ bảo hộ đã thay đổi vào năm 1971, nhưng nước Anh vẫn giữ quyền kiểm soát về quốc phòng và ngoại giao, thái độ này của chính phủ Anh đã bị phê phán là vẫn duy trì một thứ tàn tích của chủ nghĩa thực dân, dẫn tới việc Brunei chính thức trở thành một nhà nước độc lập vào tháng 1 năm 1984. Tuy nhiên sự độc lập này ít mang lại thay đổi cho người dân Brunei, đảng phái chính trị vẫn bị cấm đoán, các bộ phận quan trọng vẫn nằm trong tay hoàng gia và các thành viên tin cậy của giới quý tộc
Từ những năm 1960, Brunei đã ngày càng quan tâm đến các quốc gia láng giềng Đông Nam Á, năm 1987, Brunei gia nhập ASEAN